# デシャチーナ
デシャチーナ（ロシア語: десятина) は、かつてロシアなどで使用されていた面積の単位である。

## 概要
農地に対して用いられ、1デシャチーナは、長方形の一辺が40サージェンと80サージェンからなる土地を意味していた:617-618。
SIでは1デシャチーナは10925平方メートル（1.0925ヘクタール）である。
デシャチーナ（десятина）は単数形であり、複数形はデシャチン（десятины）であるが、日本語では複数であっても「デシャチーナ」と訳すのが通例となっている:614,618,627。
もともとは尺貫法の反やヤード・ポンド法のエーカー、ヨーロッパで使われたモルゲンと同じく、「成人1人の1年分の穀物が生産できる面積」であったと考えられる。反やエーカーやモルゲンに比べてデシャチーナが広いのは、気候の寒冷なロシアでは、単位面積当たりの穀物の生産量が低かったからであろう。